# Надьсентмиклошский клад
Надьсентмиклошский клад (венг. nagyszentmiklósi kincs, рум. tezaurul de la Sânnicolau Mare, нем. Schatz von Nagyszentmiklós) — клад золотых сосудов V—VIII вв., обнаруженный в 1799 году близ венгерского селения Надь-Сент-Миклош (сегодня город Сынниколау-Маре в Румынии). Находится в Венском художественно-историческом музее (Австрия).
Клад состоит из золотых сосудов в количестве 23 штук. Это были кубки, кувшины, блюда и один ритон. Они щедро украшены изображениями людей, птиц, зверей, крылатых чудовищ, орнаментами растительного и геометрического характера. На одном из кувшинов изображения помещены в круглые медальоны. На них были: всадник в кольчуге, ведущий пленника; обнажённая женщина, танцующая с цветами в руках; стреляющий из лука охотник; орёл и грифон, терзающий оленя. 
Первоначально клад считали оставленным гуннами, однако эта гипотеза со временем была отвергнута. Происхождение клада остаётся предметом споров; его могли захоронить древние болгары во главе с Крумом, кочевые мадьяры или авары. Не исключено, что сосуды выполнили кавары или хазары.
Связь сосудов Надьсентмиклошского клада с кочевниками восточноевропейских степей признаётся большинством исследователей. Мифологическое оформление сосудов из Надь-Сент-Миклоша, Кип-III в лесном Прииртышье, кургана 14 Подгорненского IV могильника на Нижнем Дону (берег Цимлянского водохранилища), Коцкого городка около села Кондинского в низовьях Оби и Краснодара говорит о том, что они являются атрибутами обрядовых действий. Предположительно, они применялись как во время религиозных праздников (в дни летнего и зимнего солнцестояний, весеннего и осеннего равноденствий), так и при чрезвычайных обстоятельствах (голод, болезни, военные действия).
Орнаментальные мотивы ряда древнерусских и моравско-чешских находок (серебряные оковки турьих рогов из Чёрной могилы в Чернигове, оковки рукояти меча из дружинной могилы близ Золотых ворот в Киеве, поясные бляхи и наконечники из Поганьско, Желенок, Микульчицкого городища, Старе-Места, великоморавские пуговицы-гомбики) возникли на основе стиля, имеющего одинаковое причерноморское (иранское) происхождение, который нашёл отражение и в орнаментации золотых сосудов из Надьсентмиклошского клада.
На некоторых сосудах имеются надписи на греческом и тюркском языках. Анализ имеющихся данных и новое прочтение имеющихся текстов показывает, что надписи могли быть сделаны на языке местного романизированного населения. Надписи на предметах из Надьсентмиклошского клада имеют сходство и с рунами из бассейна Дона, и с рунической группой из храмового комплекса Мурфатлар. В Венгрии тюркские надписи на предметах из клада считаются непосредственными предшественниками так называемых венгерских рун.
Поскольку место клада находится в современной Румынии, румынские политики ставят вопрос о передаче его в музеи своей страны.
- Предметы из Надьсентмиклошской сокровищницы
- Чаша с головой быка, известная в Венгрии как чаша Аттилы
- Мифологическая сцена на сосуде из Надьсентмиклоша: божественная птица Гаруда поднимает человеческое тело
- Древнетюркское письмо на луке №8